# Estádio Eládio de Barros Carvalho
Das Estádio Eládio de Barros Carvalho ist ein Fußballstadion in der brasilianischen Stadt Recife. Es bietet Platz für 19.800 Zuschauer und dient dem Verein Náutico Capibaribe als Heimstätte.

## Geschichte
Das Estádio Eládio de Barros Carvalho in der brasilianischen Stadt Recife, mit gut einer Million Einwohnern Hauptstadt und zugleich größte Stadt des nordostbrasilianischen Bundesstaates Pernambuco, wurde 1939 erbaut und noch im gleichen Jahr eröffnet. Am 25. Juni 1939 trafen sich der zukünftige Nutzerverein der Sportstätte, der Fußballklub Náutico Capibaribe und der Lokalrivale Sport Recife zu einem Freundschaftsspiel, das mit einem 5:2 für Náutico endete. Im Verlauf dieses Eröffnungsspiels erzielte der Náutico-Spieler Wilson das erste Tor im neuen Stadion. Seit 1939 nutzt Náutico Capibaribe das Estádio Eládio de Barros Carvalho als Austragungsort für Heimspiele im Fußballsport. Der Verein kann als größten Erfolg seiner Historie die Promotion für die Copa Libertadores 1968 aufweisen. In der ersten Runde kam hierbei das Aus als Dritter einer Vierergruppe hinter Palmeiras São Paulo sowie dem venezolanischen Vertreter Deportivo Portugués und vor Deportivo Galicia. Weiterhin gewann man bis heute 21 Mal die Staatsmeisterschaft von Pernambuco, der letzte Titel in diesem Wettbewerb gelang 2004. Im Ligabetrieb ist Náutico Capibaribe gegenwärtig in der ersten brasilianischen Fußballliga, der Série A, zu finden, nachdem man in der abgelaufenen Saison (2011) aus der Série B aufgestiegen war.
Das Estádio Eládio de Barros Carvalho ist benannt nach Eládio de Barros Carvalho, einem früheren langjährigen Präsidenten von Náutico Capibaribe. Im Volksmund ist es auch als Estádio dos Aflitos bekannt. Heutzutage bietet das Estádio Eládio de Barros Carvalho Platz für 19.800 Zuschauer. Die Rekordkulisse im Stadion wurde aufgestellt, als am 21. Juli 1968 Náutico Capibaribe und Sport Recife aufeinandertrafen und 31.065 Menschen den 1:0-Erfolg von Náutico bewundern wollten. Allgemein war die Kapazität der Sportstätte in früheren Jahren größer. Lange Zeit fasste das Stadion rund 25.000 Zuschauer. In den 1970er-Jahren erwog Náutico Capibaribe, das sich damals auf dem Höhepunkt seiner sportlichen Erfolge befand, ein neues Stadion für 80.000 Zuschauer zu errichten und das Estádio Eládio de Barros Carvalho abzureißen. Diese Pläne wurde jedoch nicht umgesetzt. Im Jahr 1996 fanden dann Renovierungsarbeiten am Stadion statt, in deren Folge sich die Kapazität auf die noch heute gültigen knapp 20.000 Zuschauerplätze verringerte.